# Petelo Vikena
Petelo Vikena (1943 o 1944) és un rei de l'illa de Futuna. Ha servit a l'Exèrcit francès i fou funcionari estatal durant molts anys a França i a l'ajuntament de Nouméa (Nova Caledònia). Fou coronat rei d'Alo el 6 de novembre de 2008 després que el seu antecessor Soane Patita Maituku fos destituït pels clans tradicionals, però era qüestionat tant dins com fora del seu clan, així com pels seus tres ministres tradicionals, perquè als ulls de diversos líders dels clans, la seva coronació no va ser el resultat del consens entre les prefectures i els clans reials, sinó una decisió unilateral del consell de caps. El 22 de gener de 2010 va abdicar.